# Stadhuis van Culemborg
Het stadhuis van Culemborg is gesitueerd aan de Oude Vismarkt te Culemborg en wordt gebruikt als vergaderruimte van de gemeenteraad en als trouwlocatie. Het stadhuis is een Brabants laatgotisch, rechthoekig bouwwerk en is gebouwd tussen 1534 en 1539 naar een ontwerp van Rombout Keldermans.
De opdracht tot de bouw werd gegeven door Elisabeth van Culemborg en haar echtgenoot Antoon I van Lalaing. De bordesstoep is geplaatst in 1755 met gebruikmaking van bestaande beelden van schildhoudende leeuwen. Het pand is tussen 1939 en 1949 gerenoveerd en gerestaureerd door Albert van Essen 1890-1967 (Voorburgse architect). Tijdens deze werkzaamheden zijn gebrandschilderde ramen met daarop de geschiedenis van Culemborg afgebeeld geplaatst. Deze zijn vervaardigd door de glazenier Hans Basart. Verder heeft het stadhuis naast zetel voor het stadsbestuur in de loop van der tijden dienstgedaan als wijnkelder, gerechtshof, zetel van het polderbestuur en vleeshuis. Een vleeshaak in de raadskelder herinnert nog aan dit laatste. Tegen de westgevel van het stadhuis stond de waag waarop het levend vee werd gewogen. Het gebouw heeft de status van rijksmonument.
Het gemeentehuis (of stadskantoor) is elders gevestigd, namelijk aan de Ridderstraat.

## Afbeeldingen

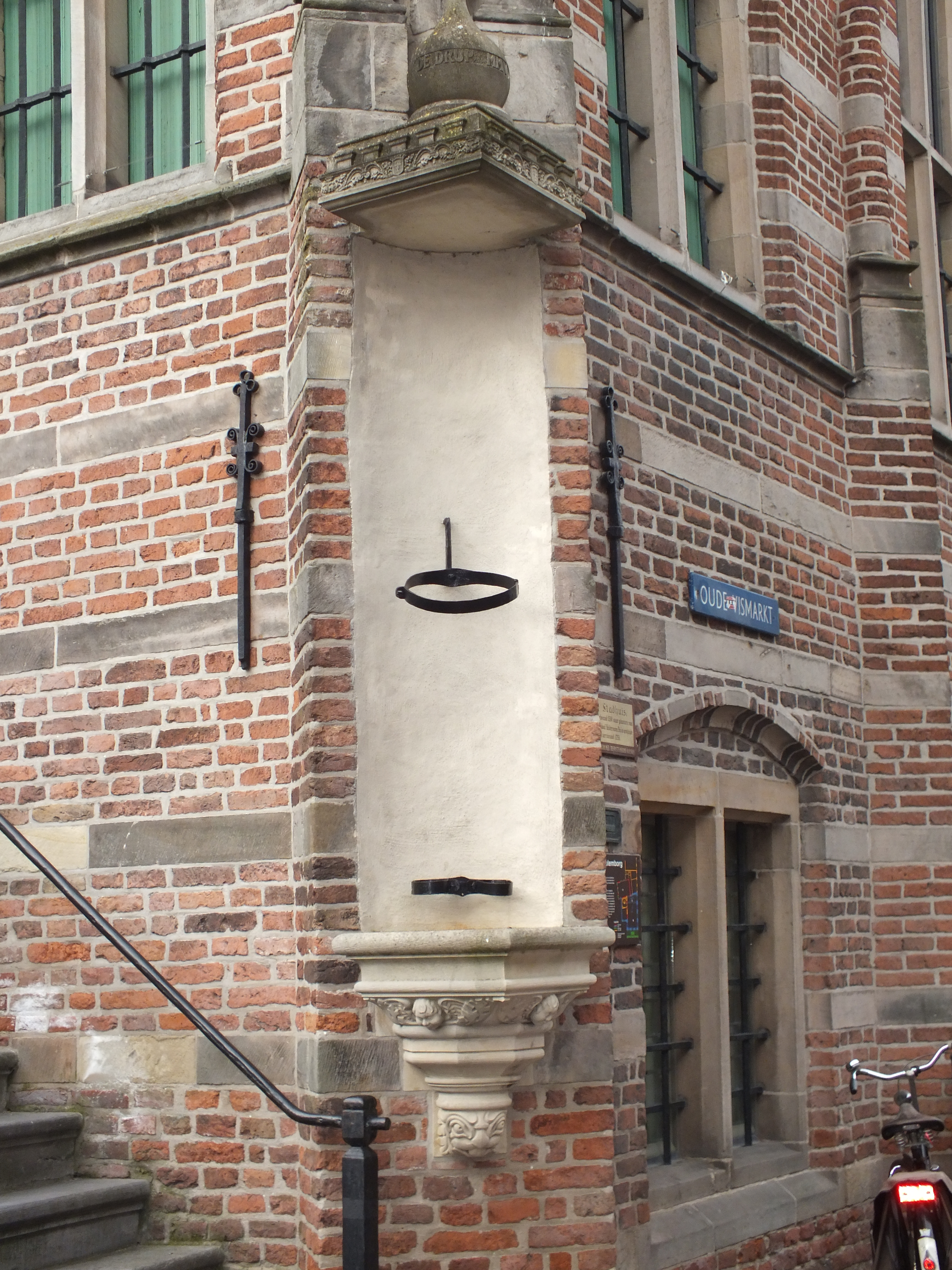
Schandpaal ofwel kaak op hoek van het stadhuis. Hier werden misdadigers "aan de kaak gesteld."
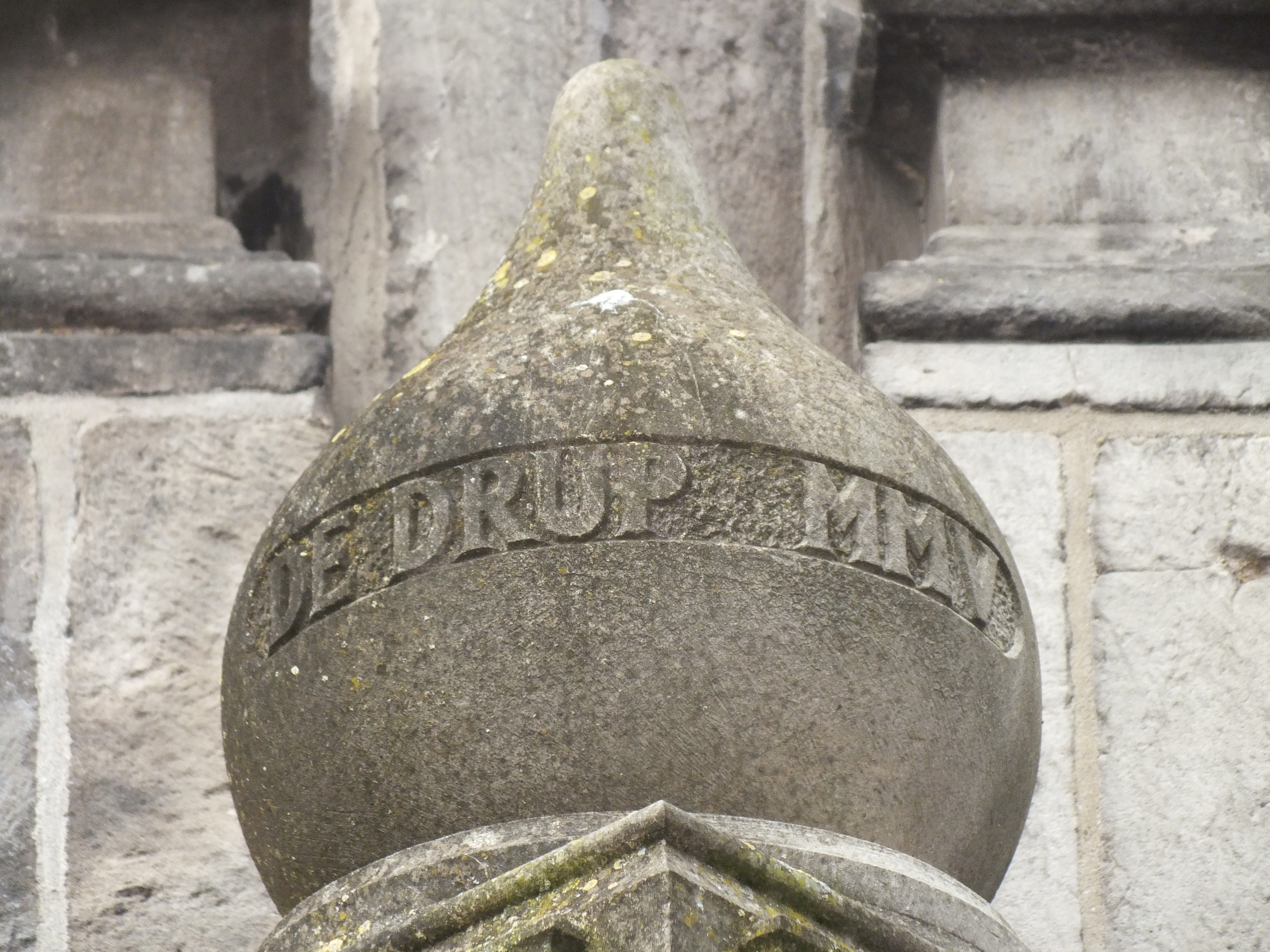
Tekst bovenaan de schandpaal.
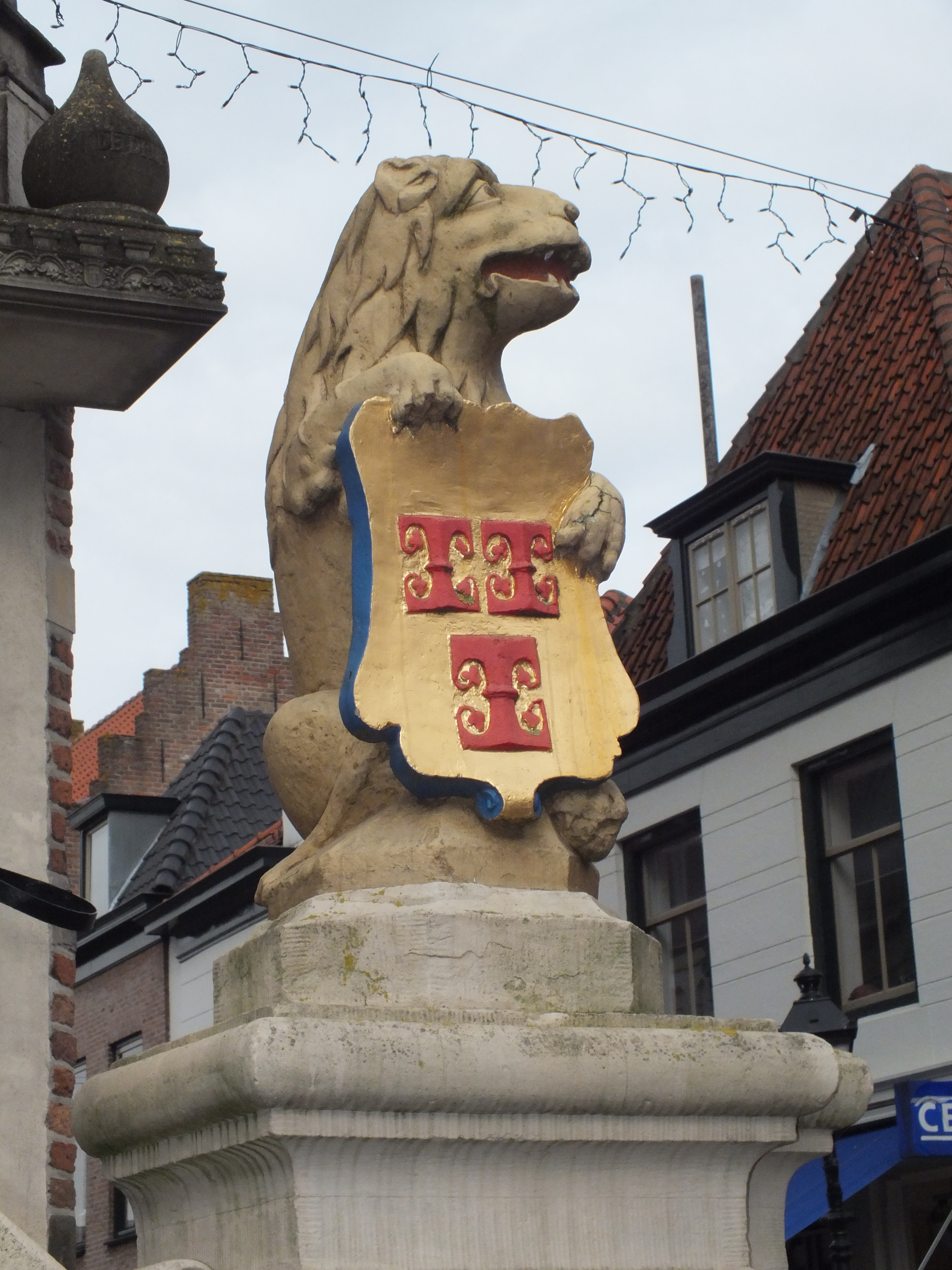
Schildhoudende leeuw.
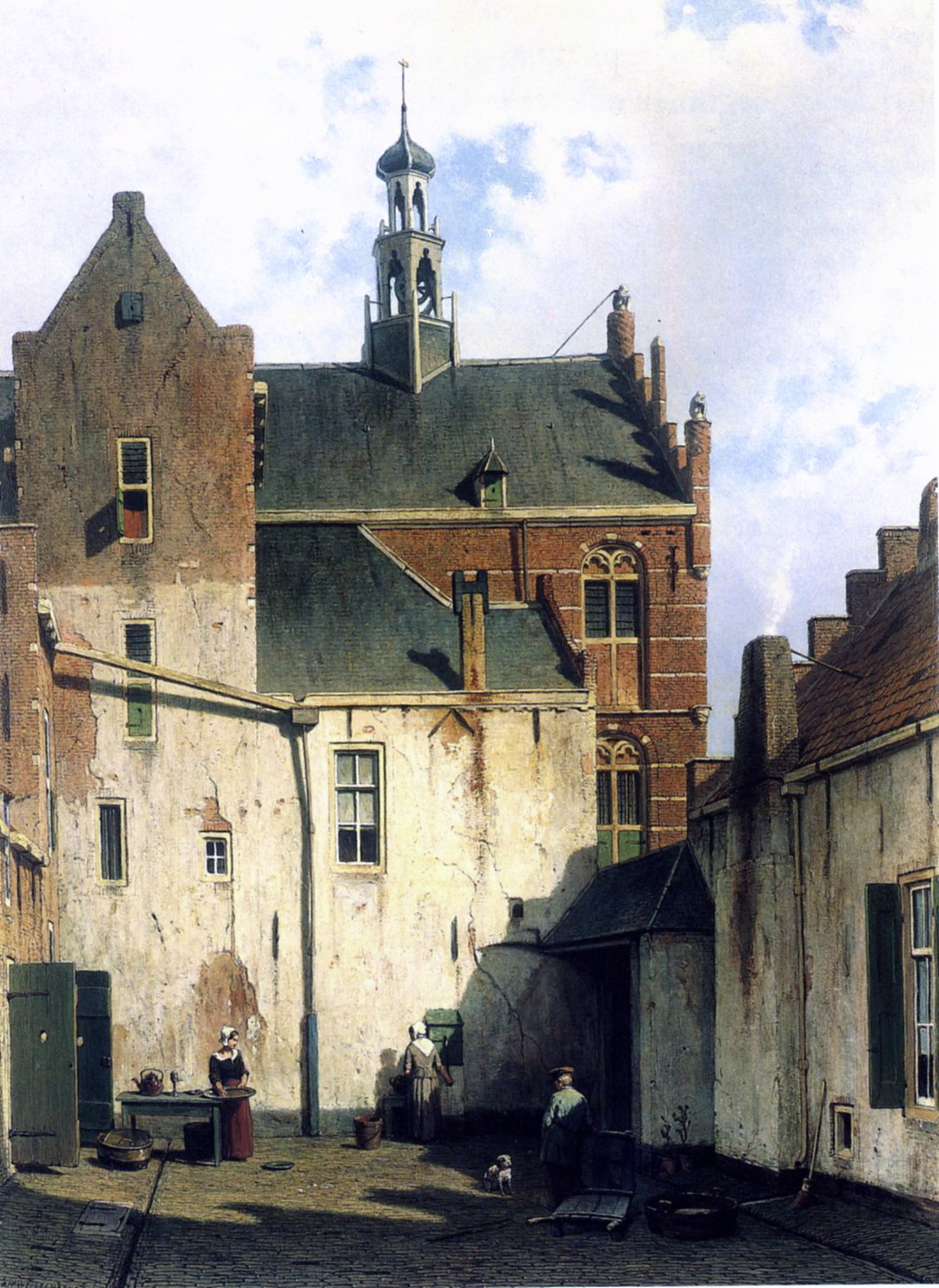
Binnenplaats bij het stadhuis te Culemborg, Jan Weissenbruch.